# Азербайджанский национализм
Азербайджанский национализм (азерб. Azərbaycan milliyətçiliyi) или Азербайджанизм (азерб. Azərbaycançılıq) — общественно-политическое движение в Азербайджане и за его пределами, возникшее в связи со стремлением к формированию национального самосознания азербайджанцев и азербайджанского национального государства начиная с конца XIX века.

## История
Азербайджанский национализм начал своё формирование во второй половине XIX века. Борьба за национальную и культурную независимость азербайджанского этноса была главной движущей силой становления и развития национализма в Азербайджане. В соответствии с вышеупомянутой периодизацией национализм в Азербайджане впервые проявил себя как культурное движение. Выдающиеся представители азербайджанской литературы, искусства и просвещения, были основными носителями культурного национализма. К ним относятся такие люди, как Гасан бек Зардаби, Мирза Алекпер Сабир, Абдуррагим бек Ахвердов, Наджаф бек Везиров и другие. Они были продолжателями идей Мирзы Фатали Ахундова, который критиковал власть Российской империи из-за препятствия процветанию и прогрессу среди народа.
В начале XX века начали свою деятельность такие газеты и журналы, как «Həyat», «Yeni həyat», «Füyuzat», «İrşad», «Tərəqqi», которые сыграли важную роль в развитии национального сознания азербайджанцев.

Преобразование национализма из культурного движения в политическое, в Азербайджане связано с теоретической и политической деятельностью видных азербайджанских интеллигентов, таких как Али бек Гусейнзаде, Ахмед бек Агаев, Алимардан бек Топчибашев и Мамед Эмин Расулзаде. Впервые они стали выступать за социальные и политические права азербайджанцев. С этой целью они использовали все законные средства: писали петиции, встречались с высокопоставленными государственными чиновниками, участвовали в созыве конгресса российских мусульман и в парламенте (Думе). Активность представительства Азербайджана в Государственной Думе увеличивалась. Ещё в 1903 году Мамед Эмин Расулзаде создаёт «Кружок молодых азербайджанцев-революционеров». Мамед Эмин так описывал цели своей подпольной организации:
«Способствовать зарождению национального самосознания у молодёжи, развивать тюркский язык в русскоязычных школах, читать произведения местных писателей, заучивать стихи, направленные против царизма, время от времени распространять заявления, отпечатанные типографским методом, быть в среде рабочих и системно внушать им мысли о свободе и революции».
В 1905 году азербайджанскими националистами была создана организация «Дифаи», для противодействия армянской партии Дашнакцутюн.
В 1911 году азербайджанской интеллигенцией в Баку была создана партия «Мусават» (азерб. Müsavat). Бакинский комитет мусульманских общественных организаций в своём первом воззвании стремился отстоять принципы равноправия и суверенитета народов вместе с национальными правами. Идея национального возрождения носила в себе ещё пантюркизм с чертами азербайджанского самосознания, основными центрами этого движения были Баку и Гянджа.
После победы Февральской революции, «Мусават» вышел из подполья и начали проводить активную политическую и организаторскую работу в Азербайджане. Уже к осени 1917 года «Мусават» стал сильной политической партией и добился консолидации азербайджанской демократии. Партия стала во главе национально-демократического движения и смогла повести за собой широкие слои азербайджанского общества. Сначала «Мусават» выдвигал идею предоставления Азербайджана национально-территориальной автономии в составе России, и предоставление гражданам достигшим 20 лет, избирательное право.
Первая попытка определить чаяния азербайджанцев в условиях нового революционного подъёма была сделана на съезде мусульман Кавказа, проходившем в Баку 15-20 апреля 1917 года. Вопрос о будущем политическом устройстве России и правах малых народов был главным вопросом на этом съезде. Доклад о политическом строе России сделал М. Э. Расулзаде. Он отметил, что «никакая сила, кроме свободно выраженного желания составить государственный союз, не может создать прочного единения между отдельными национальностями, входящими в государство».

Съезд, по докладу М. Э. Расулзаде о национально-политических идеалах мусульман Кавказа, принял резолюцию, в которой говорилось: 
«Признать, что формой государственного устройства России, наиболее обеспечивающей интересы мусульманских народностей, является демократическая республика на федеративных началах».
По докладу Э. Эфендизаде съезд принял резолюцию "О необходимости всеобщего, обязательного и бесплатного обучения на тюркском (азербайджанском) языке. Для подготовки преподавательских кадров предполагалось открыть учительские семинарии, институты.

Символика партии «Мусават»

После московской встречи мусаватисты уже открыто ставили вопрос об объединении с «Адам и Марказият», ввиду установления общности взглядов на форму правления, а остальные пункты программы обеих партий были почти тождественны. Объединение произошло 3 июля 1917 года. После объединения новая партия получила название "Тюркская Демократическая партия федералистов «Мусават». Партия определяла себя, как демократическую, которая опиралась на трудовые массы и национально-культурные устремления тюркских народов России. Уже летом 1917 года «Мусават» был мощной политической силой и проводником национально-освободительного движения азербайджанцев.
В результате усилий партии «Мусават», была создана Азербайджанская Демократическая Республика.
Среди иранских азербайджанцев этнический национализм гораздо слабее, чем национализм курдов и белуджей, чётко дистанцирующих себя от персидского населения. В Иране взаимная интеграция азербайджанцев и персов намного значительнее, чем интеграция между персами с одной стороны, и белуджами, курдами, иранскими арабами — с другой.

## В Азербайджанской Демократической Республике

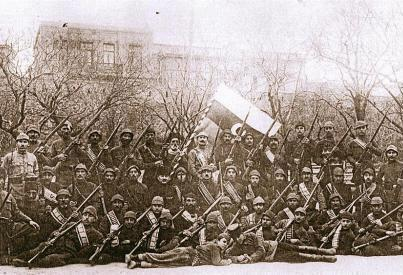
Армия Азербайджанской Демократической Республики с флагом, 1918 год

После провозглашения Азербайджанской Демократической Республики национальное движения ставило перед собой следующие цели:
— Создать условия для переезда национального правительства из Тифлиса в пределы страны;
— Освободить значительную часть территории страны, включая Баку, от большевистских сил и установления на территории страны юрисдикции национального правительства;
— Ликвидация очагов сепаратизма, угрожающих существованию Азербайджанской Республики;
— Создание политического строя и государственного аппарата, способного в соответствии с национальными задачами выполнить основные политические, идеологические, экономические и культурные функции, направленные на реализацию задач национального возрождения;
— Осуществление реформ в политической и духовной сфере, ведущих к освобождению от пережитков патриархальных и колониальных отношений, к демократизации общественно-политической жизни, к мобилизации энергии масс на дело национального строительства;
— Добиться признания независимости Азербайджанской Демократической Республики со стороны иностранных государств, и, прежде всего союзных держав.
10 июня 1918 года Красная армия начала наступление на Гянджу, чтобы подавить национальное движение и уничтожить независимость Азербайджана. Помимо Кавказской Исламской армии против них также выступил народ. После взятия Баку, Национальное правительство сумело открыть свой парламент в 1918 году. Как и в начале, ведущей силой национализма оставалась партия «Мусават». Помимо неё также была партия «Ахрар». Но её отличие заключалось в том, что она была региональной и вела деятельность в основном в Шеки. В период АДР также были национализированы школы. Азербайджанская идентичность и росла из-за войны с Арменией, где народ сам выступал против врага. Национализм развивался в частности и среди армии вплоть до оккупации, когда некоторые её части продолжали сопротивление.

## В СССР
Сразу же после установления власти большевиков, азербайджанцы были против политики Советов. До сих пор действовали вооружённые отряды, которые боролись против Красной армии. По этому поводу Серго Орджоникидзе писал Ленину и Троцкому:
«Контрреволюционеры усиленно муссируют слух, что вся наше армия уйдёт… Всё население поголовно вооружено. Азербайджанские войска не реорганизованы и могут в любой момент ударить на нас. Только присутствием всей XI Красной армии и безусловной гарантией, что отсюда не будут пока выведены части, можно быть спокойным за Баку. В противном случае заявляю, что не исключена возможность потери Баку, Дагестана и ряда крупных осложнений на Северном Кавказе».
После оккупации Азербайджана сразу же началась подпольная деятельность партии Мусават, за восстановление государственной независимости Азербайджана. На чрезвычайном съезде партии, который состоялся 29 апреля сформировалась левая фракция партии, в основном состоящая из молодёжи и студентов Бакинского университета. С этого момента партия «Мусават» превратилась в левую тюркскую националистическую партию. В новую инициативную группу левого «Мусавата» вошли 25 человек, в числе которых были Мирзабала Мамедов (Мамедзаде), Абдул Вахаб Мамедзаде (Йуртсевер), Мамед-Садых Кулиев, Расим Касимов, Сеид Заргяр и другие. На этом же съезде было решено отказаться от всех форм сотрудничества с большевиками и начать борьбу против оккупации.

### Гянджинское восстание
26 — 31 мая 1920 года части старой азербайджанской армии вместе с жителями города Гянджа и его окрестностей устроили восстание против Советской власти. К моменту восстания части 1-й азербайджанской пехотной дивизии армии Азербайджанской Демократической Республики ещё не были реорганизованы по советскому образцу. Они состояли из 3-го Гянджинского стрелкового полка, учебной команды 3-го Шекинского конного полка, одной артбатареи и комендантской команды штаба дивизии, общая численность которых доходила до 1800 бойцов. Сохранялся и начальствующий состав. Например, генерал-майор Мамед Мирза Каджар не только служил начальником снабжения дивизии, но до 20 мая являлся даже комендантом города. Под руководством начальника военного гарнизона, генерал-майора Джавад-бека Шихлинского и командира Гянджинского пехотного полка, полковника Джахангир-бека Кязимбекова, группа военных составила оперативный план восстания. Бывшему коменданту Гянджи, генерал-майору Мамед Мирзе Каджару предстояло соорудить оборонительные укрепления вокруг города и его окрестностей.
Комендант города за 2-3 часа до начала восстания узнал о готовящемся выступлении и потому азербайджанских солдат решили снять с караулов, их казармы оцепить, но предупреждение удалось передать лишь частям 20-й стрелковой дивизии. В 3 часа, в ночь с 25 на 26 мая азербайджанские артиллеристы открыли огонь, но перед этим городское электричество было отключено. В течение ночи мятежники смогли закрепиться в мусульманской части Гянджи. Они овладели артбатареей 20-й дивизии, арестовали и отправили в тюрьму многих штабных работников и красноармейцев, в том числе командира 3-й бригады А. Г. Ширмахера. В тюрьме также оказался уполномоченный чрезвычайного комиссара Гянджинской губернии Бала Эфендиев. При этом были освобождены заключённые, а населению роздали оружие. Той же ночью мусульманское духовенство призвало мусульман к «священной войне» против власти большевиков.
|                       |                          |
| Джавад-бек Шихлинский | Джахангир-бек Кязимбеков |

Войдя ночью в армянскую часть города, восставшие убили одного из командиров красноармейцев Колесникова и мусульманских коммунистов. Гянджинские армяне в первый же день восстания встали на сторону большевиков. Помощь красноармейцам также оказывали немецкие крестьяне из Еленендорфа. Если в мусульманской части города мятежники добились определённых результатов, то в армянской части им сопутствовала неудача. Бойцов 3-го Гянджинского полка выбили отсюда и они ушли в мусульманскую часть, а река Гянджачай, таким образом, стала разделять обе стороны.
28 мая в Гянджу прибыли 18-я кавалерийская дивизия П. В. Курышко, которую в оперативном отношении подчинили начальнику 20-й дивизии М. Д. Великанову, четыре бронепоезда, а также гаубичный дивизион 20-й стрелковой дивизии с грузинской границы. Утром того дня, в 11 часов, ожесточённый бой развернулся на подступах к Гяндже с шамкирского направления. Руководимые полковниками Кязимбековым и Гаузеном, а также капитаном Миризаде, азербайджанские части позволили передовым частям 18-й кавалерийской дивизии (два эскадрона) подойти на расстояние 600 метров. И открыв шквальный огонь из шести орудий и 22 пулемётов, мятежники при поддержки повстанцев и пехоты, которые нанесли удар с фланга, разгромили противника. Согласно воспоминаниям Д. Кязимзаде, убитые и раненые красноармейцы покрыли всё поле боя.
29 мая части Красной Армии перешли в наступление. В 7 часов утра северная и северо-западная часть города была атакована 178 и 179 полками. На улицах города развернулись бои. В это время мятежниками была проведена решительная контратака. Пришлось отступить из-за неспособности сдержать противника, железнодорожному батальону, который действовал на левом фланге 178 полка. Ввиду угрозы нанесения удара с фланга, оба полка начали отходить. Войска, которые вели наступление с востока, из армянской части, задержались из-за разлива реки Гянджачай. Коннице 18 кавалерийской дивизии пришлось отступить после невыполненной задачи и потерь. Перейти в азербайджанскую часть города с востока, попытался 180 стрелковый полк, но эта попытка была пресечена. В боях тех дней погиб азербайджанский командир Миризаде.
30 мая красноармейцы заняли армянскую часть города. В 9 часов утра 31 мая со стороны железнодорожной станции красноармейцы перешли в решающее наступление, которое развернулось вдоль шоссе. Теперь основной удар вёлся пятью стрелковыми полками и отрядами против северной окраины города. И после долгих боёв восстание было подавлено.
Подавление привело к жертвам среди гражданского населения. Инспектор пехоты XI Красной Армии Мельников о социальной базе восстания докладывал Орджоникидзе следующее: «контингент восставших составляло почти всё мусульманское население: были случаи, когда даже женщины стреляли из винтовок, затем при обыске у некоторых находили в складках платья револьверы. Даже одну, как мне рассказывал один красноармеец, нашли у пулемёта на крыше». Немецкий историк Й. Баберовски находит только в этом причину того, что красноармейцы не щадили женщин и детей. По утверждениям Western Gazette Архивная копия от 2 октября 2018 на Wayback Machine и Cheltenham Chronicle Архивная копия от 2 октября 2018 на Wayback Machine большевики при взятии города вырезали 15,000 мусульман, в том числе детей и женщин.

### Дальнейшие восстания
В начале июня Красная армия начало разоружение азербайджанского населения. Но меры по разоружению привели ещё большим восстаниям. В июне во всём Азербайджане полыхали крестьянские восстания. В Закатальском уезде сразу же вспыхнул мятеж из-за неповиновения. Активисты Мусавата и духовенство побуждало людей. Под начальством муллы Хафиза-эфенди собралось 1000 крестьян. В середине июня вооружённые силы этого муллы насчитывали уже более 3000 крестьян. Для подавления восстания потребовалась целая дивизия XI армии. После кровопролитных боёв восставшие потерпели поражение. Хафиз-эфенди вместе с дружиной отступил в горы.
Против советской власти в начале лета вспыхнуло восстание также в Нагорном Карабахе. 5 июня началось хорошо подготовленное восстание в Шуше под предводительством турецкого генерала Нури-паши, который бежал из Гянджи. Часть азербайджанской армии, которая уцелела, также присоединилось к восставшим. Ими был занят город Шуша и окрестности. Армяне Шуши перед тем как покинуть свои жилища, сжигали их. Нури-паша бежал с остатками своего войска в Иран, солдаты армянского генерала Дро, попавшие летом 1920 г. между турецкими и русскими войсками, были почти полностью обескровлены. Орджоникидзе уверенно докладывал Политбюро, что стабильность в регионе отныне обеспечена.
В декабре произошло большое крестьянское восстание в Ленкоранском уезде на юге Азербайджана. Более 6000 крестьян, руководимых турецким офицером Джамалем-пашой, захватили пограничный город Астара. Мирза-Давуд Гусейнов ездил в мятежный район для переговоров с крестьянскими вожаками, чтобы предложить им сдаться. После нескольких безуспешных попыток договориться с ними он вернулся в Баку. Лишь в начале января 1921 г. Красной армии удалось отвоевать южную часть Ленкоранского уезда и отбросить разрозненные крестьянские отряды за границу.
В начале 1921 г. восстания вспыхнули с новой силой. В январе на стихийный протест против советской власти поднялись мусульманские крестьяне Нагорного Карабаха. Они убивали представителей коммунистической власти и нападали на отряды Красной армии. Ранней весной авторитет большевиков продолжал держаться только в Шуше. Коммунистов Карабахского региона охватила паника, когда к мятежникам присоединились также армянские партизаны и земледельцы. Во многих местах объединялись мусульманские и армянские крестьянские отряды, создавая более крупные формирования . Так война против советской власти становилась фактором объединения различных этнических групп.
До 1923 года восстания продолжались во всех почти во всех азербайджанских уездах. Азербайджан стал ареной борьбы для разных сил. Местные военачальники и коммунистические комиссары вели друг с другом войну на уничтожение. В результате эскалации насилия, Советская власть в Шамхорском уезде пала. В Геокчае голодными крестьянами были сожжены армейские склады и базы ЧК. В некоторых местах, вовсе органы безопасности развалились и чекисты перешли на сторону восставших. Ненависть к советскому режиму была велика и это было показано в феврале 1923 года, когда в Геокчайском уезде разразилось массовое восстание, которое застигло режим врасплох.
Восстание в Геокчайском уезде начал Д. Эффенди. Повстанцы перерезали ж/д Баку-Гянджа на участке Кюрдамир-Сагиры. В штабе Северо-Кавказского военного округа получена телеграмма командующего Отдельной Кавказской Армией А. Егорова с просьбой закрыть войсками перевалы в долину реки Самур, чтобы перекрыть повстанцам Д. Эффенди путь в Дагестан. В район восстания Д. Эффенди направлена Геокчайская гр.войск А.Тодоровского.
Потребовалось несколько дней, чтобы усмирить восстание войскам РККА и подразделениям ЧК. Было убито большое количество людей, в том числе женщин и детей, которые бежали в болота. ЧК арестовало в Баку председателя нелегальной партии турецких офицеров Халила Закирзаде, а также 229 предполагаемых членов партии «Иттихад». Чтобы выяснить причины восстания, их пытали и допрашивали, а затем отдали под революционный трибунал. Большевики выяснили, что с 1918 года в Геокчайском уезде под маскировкой сельских учителей и торговцев проживали турецкие офицеры. Они поддерживали дух национализма и были связующим звеном между местным Иттихадом и азербайджанской эмиграцией. Перед началом восстания его руководство распространяло в чайханах слухи о том, что Баку и Гянджу уже взяли турецкие войска, а Нариманов и Караев арестованы.
Господство коммунистов над Азербайджаном было лишь плодом воображения. Чтобы осуществить всё на деле, были необходимы убеждение и принятие населением новой власти. Восстания в Азербайджане показали, что у большевиков не было умения для этого. Временное затишье в силовой политике наступило лишь в конце 1923 года в связи с делом Нариманова. Азербайджан рассматривался Орджоникидзе и его соратникам из Заккрайкома, как «аванпост на Востоке», как «колыбель новых форм жизни». По словам Алигейдара Караева, который был первым секретарём ЦК АзКП, «Азербайджан был проводником и очагом революции на всём Востоке и задавал шаг всем тюркским народам».

### Мусаватское подполье
Работа над организованным сопротивлением оккупации в условиях подполья велась на протяжении 1920-1922 годов. Мусаватисты были уверены, что в связи со сложным международным положением оккупация продлится недолго и поэтому стали создавать не только новые партийные, но и военизированные структуры. Деятельность велась в двух направлениях: пропаганда идеи восстановления государственной независимости Азербайджана и подготовка вооружённого восстания против оккупантов.

Печатным органом подпольной организации «Мусавата» была газета «İstiqlal» (Независимость), которую стали выпускать с 1922 года. Всего было издано 18 номеров газеты по 30-50 экземпляров. Также печатались программа партии и листовки, в которых содержались призывы к восстановлению государственной независимости Азербайджана.

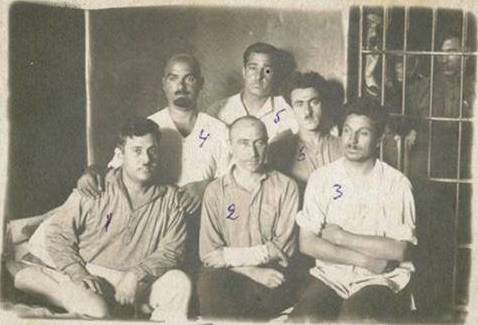
Руководители второго подполья партии «Мусават»: председатель ЦК Дадаш Гасанов (№ 4), секретарь ЦК Ахмед Гаджинский (№ 1) и другие в тюрьме АзГПУ

К 1921 году «Мусават» имел следующую организационную структуру, которая действовала до разгрома со стороны АзГПУ первого подполья в 1923 году:
1. ЦК, в состав которого входило высшее руководство партии. Председателем ЦК был Мирзабала Мамедзаде (1898—1959);
2. Бакинский комитет (БК), возглавляемый Абдул Ваххабом Мамедзаде.
3. Военная организация;
4. Ячейки партии в Баку и уездах Азербайджана. В Баку действовали четыре районные организации, каждую из которых возглавляли три человека. В уездах были созданы организации в Сальяне и Ленкорани, но особенно влиятельной была ячейка в Гяндже. Были планы создания ячеек партии в Дагестане и Туркестане, однако претворить их в жизнь не удалось. В структуре подпольного «Мусавата» особое значение играла военная организация, общее руководство которой до 1923 года осуществлял Дадаш Гасанов, — именно путём вооружённого восстания планировалось положить конец оккупационному режиму. Военную организацию при ЦК с начала 1923 года стала возглавлять пятёрка в составе Мамед Садыха Кулиева, Ахмеда Гаджинского, Ибрагима Ахундзаде, Али Гусейна Дадашева и Исфандияра Векилова. Их собрания проводились на квартире А. Г. Дадашева[20].

Также в это время существовала военная организация при БК, которую возглавляла пятёрка в составе Нуруллы Кулибекова (агитационная работа), Ибрагима Ахундзаде (организационные вопросы), Нуруллы Рзабекова (снабжение), Мовсума Ибрагимова (связь), Ибрагима Атакишиева (работа с военными группами). Мовсум Бекдамиров и Насрулла Ризабейли также были активными членами военной организации. Дадаш Гасанов и А. Гаджинский также принимались участие в работе военной организации при БК. В основном собрания военного отдела БК проводились на квартире доктора Дадаша Гасанова, который для пропаганды среди военных организовал тройки активистов в уездах.
ОГПУ внимательно отслеживало процесс становления грузинско-азербайджанского антисоветского союза. В июне 1923 года репрессиям подвергся весь состав ЦК «Мусавата», были арестованы Абдул Ваххаб Мамедзаде, Рагим Векилов, Кербелаи Вели Микаилов и другие. Председатель ЦК Мирзабала Мамедзаде бежал в Иран. Была ликвидирована подпольная типография.

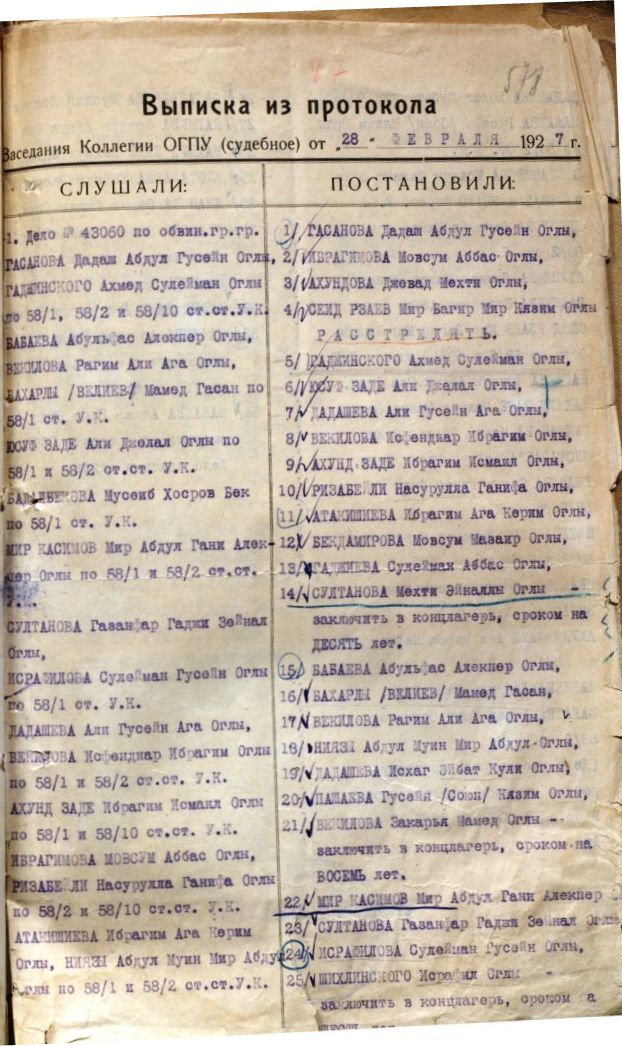
Копия приговора судебной коллегии ОГПУ в отношении членов мусаватского подполья

Дадаш Гасанов будучи председателем ЦК предпочитал работать с проверенными людьми и отказывался принимать в организацию новых членов. Он предписывал членам подполья в своей директиве, которую направил в уезды: проводить чистки в своих рядах, убирать из своих рядов безразличных, безыдейных и бездеятельных людей; собирать деньги в помощь репрессированным мусаватистам, заниматься просветительской работой. Также он утверждал, что нельзя идти на силовые столкновения с советскими властями, так как это приведёт к бессмысленным жертвам среди населения. Дадаш Гасанов считал, что необходимо противодействовать деятельности других группировок, особенно «иттихадистов», которые могут организовать подобные провокации.
Значительное место в работе второго подполья отводилось патриотическому воспитанию азербайджанского народа, пропаганде истории и национальных ценностей. Скорее всего этому способствовали директивы Мамед Эмина Расулзаде, который настаивал на активной работе по просвещению населения, укреплению в самосознании народа идей независимости. Необходимо было добиваться поставленных целей путём «создания корпуса образованных кадров, которых необходимо внедрить в государственные и образовательные структуры советских учреждений; по мере увеличения их количества весь аппарат власти должен оказаться в руках сторонников независимости».
Благодаря работе мусаватского подполья был зафиксирован рост националистических настроений среди молодёжи. Уже в 1925 году согласно материалам следственного дела, «в школе № 18 и Педагогическом техникуме была создана „Молодёжная организация тюркского народа“, которая вела работу против комсомольских ячеек этих учебных заведений, на стенах которых были расклеены их листовки». В содержании листовок был протест против засилья русского языка в Азербайджане, ограничения возможности в получении достойного образования на азербайджанском или турецком языке.
Дадаш Гасанов, Мовсум Ибрагимов, Джавад Ахундов и Мир Багир Сеид Рзаев были приговорены к расстрелу согласно приговору судебного заседания коллегии ОГПУ от 28 февраля 1927 года. На сроки от шести до десяти лет были осуждены остальные члены подполья и отправлены этапом в Бутырскую тюрьму Москвы. 6 апреля 1927 года приговор был приведён в исполнение. Сильный организованный центр мусаватской партии после разгрома второго подполья возродить не удалось. Ещё многие годы продолжали свою деятельность и подвергались репрессиям со стороны спецслужб СССР отдельные ячейки подпольщиков.

### Дальнейший период
Тлетворный дух национализма распространялся также среди тюркских функционеров подчинённых аппаратов. Это было выявлено из наблюдений агентов ГПУ за настроениями в народных комиссариатах Азербайджана в августе 1924 года, которые они осуществляли по поручению Заккрайкома. Они в донесении Орджоникидзе показывали всё в наихудшем виде, во всём Азербайджане они видели сильные националистические течения с тенденцией к полной азербайджанизации. Хотя и чекисты не были противниками национализма, но то, что они наблюдали в Азербайджане, считали не «здоровым» и желательным национализмом, а национализмом с сильными элементами других контрреволюционных уклонов.
Ещё в ноябре 1923 года, даже начальник милиции в Карадонлы Керимов объявил населению в окрестных деревнях, что с русским влиянием покончено и 11-я армия уйдёт из Азербайджана, а вся власть будет исключительно национальной. В это время партийный комитет Гянджи решил перевести администрацию города из его армянской в азербайджанскую часть, там где проживал собственно правитель республики. А в Казахском уезде местные органы уже на второй год после установления советской власти, решили закрыть границу с соседней Арменией. Те кто не выполнял это постановление и пытался пересечь границу, арестовывались и отправлялись в Гянджу.
В ноябре 1924 года была создана тайная национальная организация азербайджанских рабочих — «Азади» («Свобода»). Программа организации состояла в обличении нищенских условий труда и полной национализации жизни. Члены организации считали, что людям нужно платить приличную зарплату, предоставить свободу вероисповедания и выдворить из страны русских эмигрантов. Деятельность этой организации была невелика, но её существование беспокоило партийное руководство, так как в ней также было значительное количество членов Коммунистической партии. «Азади» представляла также угрозу для борьбы с религией, поэтому правительство старалось отстранить всех конкурентов. В ноябре 1925 года ГПУ раскрыло организацию «Азади» и арестовало 11 её членов из 100, в том числе руководителей, которые были приговорены ко многим годам лишения свободы.
Азербайджанское партийное руководство вообще не видело причин для оказания отпора доморощенному национализму, выступавшему под руководством Мусавата. В 1920-х годах даже бакинская верхушка компартии не могла серьёзно конкурировать с национализмом. Так как не было в это время достаточных книг и газет, чтобы образованный человек мог примкнуть к коммунистической партии. В провинциях Азербайджана всё ещё имели популярность печатные издания дореволюционного времени, пантюркистские памфлеты и учебники из Турции, учащиеся читали османских авторов. Школьные учебники, по которым велось преподавание в конце 1920-х годов, были составлены дореволюционными педагогами, то есть не в духе социализма. В таком свете Караеву представлялась действительность Азербайджана в 1927 году. Поэтому одна из целей гумметистов и кемалистов заключалась в латинизации текстов Корана, с тем чтобы отрезать подданных от литературного наследия и лишить их исторической памяти. Так как у них не было другого решения, чтобы привлечь на свою сторону крестьян. В Москве, также как и в Баку, царил страх перед усилением мусаватского движения, которое возобновилось в 1920-х годах.
ЦК АзКП не имел власть в собственной стране и чувствовал это, поэтому опасался за своё существование, страх также был в центре. Даже инструктор орготдела ЦК ВКП(б) Рошаль в начале 1928 года предупреждал о возможности восстановления широкого влияния Мусавата в Баку. В городе уже началась эта кампания и возобновлялись дореволюционные связи мусаватистов: бывшие зажиточные торговцы, учителя и профессора вузов исполняли их поручения. В бакинских школах читали стихотворение поэтов, которые были идеологами азербайджанского национализма, мусаватисты на нефтяных приисках настраивали азербайджанских рабочих против русских, в университетах срывались стенные газеты, а среди азербайджанских студентов в наихудшем виде возбуждались антисоветские настроения. Рошаль рекомендовал Бакинскому комитету усилить борьбу с национализмом, чтобы ликвидировать влияние Мусавата среди населения. Весной 1929 года был наивысший подъём культурной борьбы Мусавата, что также отмечал Рошель в своём докладе. В это время в школы и комсомол уже проникли идеи «независимого Азербайджана», «пантюркизма», «изолированного хозяйства», этого сильно описались большевики. Рошель писал, что "за последнее время наблюдается подъём местного шовинизма, в этом он обвинял мусаватистов. Летом 1929 года Орджоникидзе отмечал, что мусаватисты натравливали население против коммунистического руководства и пользовались внутрипартийными конфликтами. Поэтому он рекомендовал вести борьбу против контрреволюции прежде всего в сёлах.
Большевики страдали манией преследования, поэтому сразу же после оккупации Азербайджана, чтобы укрепить свой строй, населению они представляли национализм делом рук «иностранных агентов», «эмигрантов-мусаватистов», «выписанных из Турции профессоров». НКВД в начале 1928 года предлагал устранить опасность национализма и поэтому выслал за пределы пограничной области всех персидских подданных. В июне 1928 года ЦК обсуждал вопросы образования и национализма в Азербайджане, потому что дух антисоветского национализма уже находился в комсомоле и высшей школе. И повсеместно распространялось мнение, что Азербайджан это колония, которую центр нещадно эксплуатирует. Студенты БГУ открыто заявляли Караеву, что они не хотят обучаться русскому языку и не хотят обучаться у русских преподавателей. Некоторые комсомольцы и студенты вовсе требовали, чтобы им выписали тюркских профессоров из Турции.
Для борьбы с происходящим, уже с начала 1928 года, в Азербайджане начались массовые аресты мусаватистов и сторонников армянских дашнаков. Президиум ЦК 8 октября 1928 года принял решение о пропагандистском контрнаступлении на мусаватистов, задача предстояла в распространении мыслей против Мусавата в прессе. Караев, Ахундов, Агамалы-оглы, Мустафа Кулиев и Багиров получили задание подготовить пропагандистские брошюры против Мусавата. Ратгаузер должен был написать научную работу о мусаватизме, а Гусейнов в своё время обязан был выпустить второй том истории мусаватизма. 1930-е гг. наконец были созданы условия для реализации чаяний азербайджанской интеллигенции. Азербайджан превратился в республику азербайджанцев.

В результате назревших проблем, Сталин решил поставить во главе Азербайджана Мирджафара Багирова. О говорил о Багирове следующее:
«Багирова (несмотря на его грехи в прошлом) придётся утвердить предчека Азербайджана: сейчас он единственный человек, который сумеет справиться с поднявшими голову мусаватистами и иттихадистами в азербайджанской деревне. Дело это серьёзное, и здесь шутить нельзя».
Это «серьёзное дело» Сталина началось в конце 1929 году, когда режим развязал в азербайджанских сёлах кровавый террор. Но разрушительная сила обернулась против самих коммунистов. Сталин был зачинщиком этого дела, а глава азербайджанской компартии Мирджафар Багиров — исполнителем. Большой террор привёл к тому, что Азербайджан потерял свою духовную элиту и политическое руководство, к чему стремились Сталин и его сторонники.
Жертвы чисток 1937 года обвинялись в «буржуазном национализме», мусаватизме, пантюркизме и сепаратизме. В национализме больше всего обвиняли бывших членов партии «Гуммет». Чистки уничтожили большую часть компартии Азербайджана, в основном целью была интеллигенция из числа которых, было убито 29 000 человек. Азербайджанская интеллигенция со своей исторической миссией практически перестала существовать, она была заменена учёными и артистами. Чистки привели также к культурной переориентации азербайджанцев, суть которой стало доминирование узкого этнического и секулярного национализма. Этот национализм носил оглашённые отзвуки азерджилар и азербайджанизма 1918-1920 годов. Он ориентировался на инстинктах крестьян, которые лишились своих корней вследствие индустриализации. Советский азербайджанский национализм формировался как изоляционистский и ориентированный внутрь.

### В период Второй Мировой войны
С началом войны начал увеличиваться рост национализма и идея освобождения среди азербайджанской молодёжи. Начала действовать антисоветская «Илдырым» (Молния) организация, членами этой организации были Сулейман Искендерзаде, Алескер Тагиев, Кямал Алиев, Чингиз Мустафаев, Мамедхусейн Рзаев, Хусейнага Агаев, Ага Алескер Мамедов, Салех Рзаев, Заман Мехдиев. Один из членов организации Сулейман Искендерзаде, в своей клятве говорил:
«На пути свободы Родины я пожертвую своей жизнью и имуществом. Я клянусь Родине-матери: за высший идеал и достоинство своего народа, за его счастье, против врагов посягающих на её честь и достоинство, до последней капли будучи в числе национальных героев, и если понадобиться, посвящу свою жизнь ради претворения в жизнь национального идеала. Если я окажусь предателем, то пусть моя могила будет покрыта татарниками».
Но 18 октября 1942 года эта организация была раскрыта советским руководством, а её члены арестованы.
В мае 1944 года Самед Вургуну поступает анонимное письмо с националистическими лозунгами. Где ему жалуются, о проблеме независимости Азербайджана, об ущемлении азербайджанцев и азербайджанского языка, об искусственности современной литературы и просят помочь. Но через несколько лет комитет безопасности узнаёт, что письмо было написано аспирантом Азербайджанского педагогического университета Исмиханом Рахимовым. Он был членом уже новой националистической организации, которая взяла себе имя «Илдырым» («Молния»). В 1948 году его и остальных членов организации арестовывают.

#### Азербайджанский легион

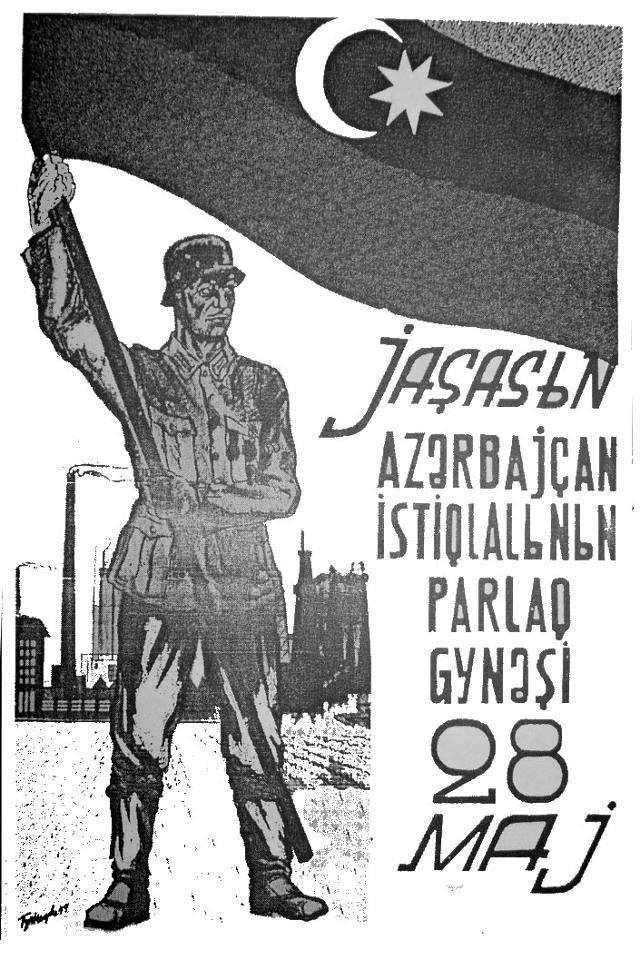
Афиша Азербайджанского легиона с лозунгом: «Да здравствует светящееся солнце азербайджанской независимости 28 мая!»

С началом Второй Мировой войны, азербайджанская эмиграция в лице Мамед Эмина Расулзаде и Хилала Мунши создаёт в Берлине Азербайджанский Национальный комитет. Комитет играет важную роль в создании Азербайджанского легиона. Легион состоял из азербайджанской эмиграции и азербайджанцев из СССР, которые попали в немецкий плен. Идеологией легиона был азербайджанский национализм, а целью возрождение Азербайджанской Демократической Республики.

Нарукавный знак азербайджанских легионеров

Девизом Азербайджанского легиона были следующие слова: 
Мы сражаемся только и только за свою свободу. Ни одна живая сила не заставит нас отказаться от этой святой цели.
Уже в начале консультаций с представителями германского министерства иностранных дел выяснилось, что возможность сотрудничества с немецкой стороной Расулзаде жестко увязывает с принятием ряда предложений: признание Германией независимости Азербайджана, создание национальной армии и т. д. Однако в ходе контактов с представителями МИД и Восточного министерства Германии ему было однозначно заявлено, что идея независимости Азербайджана не соответствует целям немецкой политики, после чего он принял окончательное решение покинуть пределы Германии.
Таким образом, взаимоотношения Расулзаде с нацистской верхушкой так и не наладились. Немцам были нужны сугубо прагматичные исполнители и проводники их политики среди азербайджанских военнопленных и старых эмигрантов. По этой причине они наладили сотрудничество с членами правого крыла азербайджанской политэмиграции, оппонентами М. Э. Расулзаде — Аббас беем Атамалибековым, Фуадом Эмирджаном и Або Фаталибейли-Дудангинским.
Мамед Эмин Расулзаде покидает Германию в 1943 году, понимая, что она не предоставит независимость Азербайджану. Затем под главенством Фаталибейли азербайджанская эмиграция создаёт «Азербайджанское сообщество национального единства».
В основном Азербайджанский легион вёл деятельность на территории Германии и Польши. В него также вошли азербайджанцы из Турции эмигрировавшие туда во время оккупации Азербайджанской Демократической Республики и руководители Гянджинского восстания. После Второй Мировой войны деятельность Азербайджанского легиона продолжалась в сфере дипломатии, а число азербайджанской эмиграции увеличивалось.

### С 50-х годов до распада СССР
После смерти Иосифа Сталина и с приходом Никиты Хрущёва началось ослабление правительственного контроля над литературой и наукой в Азербайджанской ССР, в частности, изменились акценты в исторической интерпретации прошедшего столетия, включая оценку независимой Азербайджанской Республики. Хрущёв начал бороться с исламом в Азербайджане и активировал политику языковой русификации азербайджанцев. В этот период росли националистические настроения. В четвёртом отделение отделении аль розыску авторов анонимных писем находилось большое количество националистических-антисоветских листовок и писем, как в Баку, так и в Гяндже.
Завершение периода Брежневского застоя в Азербайджане связано с победой исламской революции в Иране и подъёмом религии в Южном Азербайджане в 1979 году. В Советском Азербайджане всё чаще начали говорить о Едином Азербайджане, как о едином, некогда разделённом Отечестве. Эти утверждения также встречались в средствах массовой информации. Подобная концепция сильно повлияла на развитие азербайджанской идентичности.
Уже в период перестройки Горбачёва из-за обострения Карабахского конфликта началось политическое возрождение азербайджанцев. В 1988 году создаётся националистическая партия «Народного фронта Азербайджана» (НФА). Этому способствовала общественная неудовлетворённость нерешительными действиями руководства Азербайджана по проведению демократических реформ, урегулированию карабахской проблемы, оздоровлению партийно-хозяйственного аппарата. Партия выросла общеазербайджанскую организацию, снискавшую самую широкую народную поддержку со времён партии «Мусават». В ночь на 20 января 1990 года советская армия штурмовала Баку с целью разгрома Народного фронта и спасения власти Коммунистической партии в Азербайджане, после чего пострадало сотни человек. Том де Ваал считает, что «именно 20 января 1990 года Москва, в сущности, потеряла Азербайджан». По выражению А. Юнусова 20 января советская армия «расстреляла не только мирных азербайджанцев, но одновременно веру в советскую идеологию», а с захоронением жертв трагедии азербайджанцы хоронили также «идеалы коммунизма и всесилие советской власти». В том же году НФА получил представительство в республиканском Верховном Совете и позже (в 1991) стала инициатором создания Милли Меджлиса.
Национальное движение распространилось по всему Азербайджану, и народ активнее стал выходить на митинги против Советской власти. Его участниками также стали будущий президент Азербайджана, Абульфаз Эльчибей, народные поэты: Бахтияр Вахабзаде, Халил Рза Улутюрк, Исмаил Шихлы и прочие. В итоге всё это привело к восстановлению независимости Азербайджанской Республики.

## Современное положение
Возрождение Азербайджанского национализма после развала СССР скорее всего радикальный и связано оно с обострением Карабахского конфликта, когда армяне НКАО начали требовать присоединения к Армении. Это привело уже к «открытой межнациональной конфронтации». От лица Азербайджан выступил Народный фронт Азербайджана. После получения независимости Азербайджаном, конфликт с армянами перерос в масштабную войну. Уже в период независимости на выборах президента победил глава ультраправой партии НФА, Абульфаз Эльчибей.
Эльчибей в своё время занял антироссийскую и антииранскую позицию, открыто дразня российское руководство. Он артикулировал идею объединения независимого Азербайджана с Южным Азербайджаном, находящимся в составе Ирана. Абульфаз Эльчибей был одним из сторонников идеи «Единого Азербайджана», который был за присоединение некогда утраченных земель, которых он называл «Объединёнными Азербайджанскими Землями» (Birləşmiş Azərbaycan Yurdları).
Сегодняшними основными целями Азербайджанского радикального национализма является возвращение Нагорного Карабаха утерянного в войне и создание «Единого Азербайджана» охватывающий территории Азербайджана, Ирана, Армении, России (Дагестан), Грузии и прочих государств.

## В Иране

### Конституционная революция 1905—1911 годов

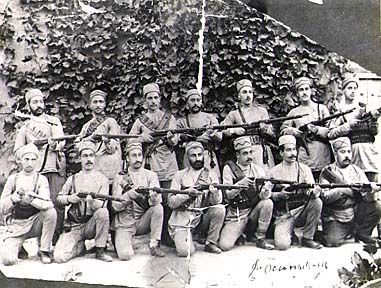
Тебризские революционеры

В связи с зарождением новых общественных отношений, из населяющих страну народов, лишь среди персов и азербайджанцев начался процесс национальной консолидации, возникало национальное самосознание. Важным этапом в национальном развитии иранского общества, прежде всего персидского и азербайджанского народов, стала Конституционная революция 1905—1911 годов На эти годы приходится возникновение и укрепление у азербайджанцев чувства национального самосознания, выразившееся в национальном движении за развитие своего родного языка и культуры[страница не указана 2206 дней].
Население Южного Азербайджана в революционные годы наиболее последовательно выступало за введение конституции, против феодальной реакции и империализма. Азербайджанский провинциальный энджумен разослал во все крупные города Ирана телеграмму, в которой объявил, что «миллети Азербайджан», то есть «азербайджанская нация», отказались признать сюзеренитет Мохаммад Али-шаха. Впервые азербайджанцы всенародно были названы нацией. Энджумен провозгласил Тебриз временной столицей Ирана, а себя — временным меджлисом. В Южном Азербайджане стали выходить газеты на азербайджанском языке («Азербайджан», «Фарьяд» и др.). Революционный Тебриз наводнила народная литература, восхваляющая роль Азербайджана в истории Ирана. Газета «Фарьяд», издававшаяся в Урмии, в 1907 году в статье «Обращение к тюркской молодёжи» призывала молодёжь Южного Азербайджана к единению и в пример ставила ей борьбу за свои права кавказских азербайджанцев. В Южном Азербайджане также возникли светские азербайджанские школы, где преподавание велось по новому методу. В связи с ростом буржуазных отношений уже начался процесс выдвижения лозунга автономии Южного Азербайджана[страница не указана 2206 дней].

### Движение Шейха Хиябани
24 августа 1917 года на конференции Провинциального Комитета Шейх Хиябани был избран главой центрального комитета Иранской Демократической партии. На конференции была объявлена независимость Азербайджанской Демократической партии. Целью АДП было борьба с иноземными захватчиками и правительством англофила Восуга од-Довле. Официальным печатным органом ДПА была газета «Таджаддод», выходившая на азербайджанском и персидском языках. На страницах это газеты были опубликованы первые статьи Хиябани. В одной из своих статей под названием «Азербайджан» он писал о своей родине:
«Ни разгром, ни грабежи, ни справедливости, ни гнёт не смогли сломить движение в Азербайджане за свободу и независимость. Подними голову, о Азербайджан, о демократия Азербайджана! Ты — одинокий пешеход на широкой площади обновления и совершенствования, у тебя есть опыт, ты выдержал испытание и ныне перед тобой открывается новая эпоха. Восстание против деспотизма, сопротивление иностранному господству, борьба с внутренними реакционными силами требует смелости и энергии, самоотверженности и стойкости… О бессмертный Азербайджан, высоко держи голову, живи и здравствуй навеки».

Летом 1918 года турецкие войска вновь вошли на территорию Южного Азербайджана и взяли под контроль его столицу Тебриз. Одновременно на территории Северного Азербайджана была провозглашена независимая Азербайджанская Демократическая Республика. Появление турецких войск в Тебризе в 1918 году всколыхнуло национальные чувства азербайджанцев и стимулировало стремление к объединению азербайджанцев Ирана и Закавказья. 

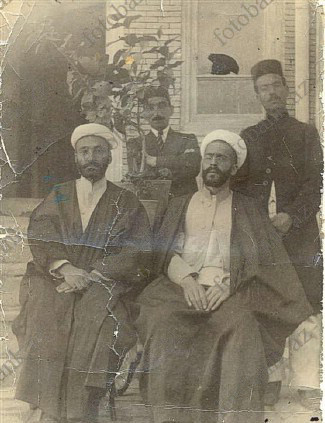
Поэт Мамедали Сефвет, тюрколог М. Т. Рефет и Шейх Хиябани (сидит справа), 1920 год

Важным событием в общественно-политической истории Ирана и населения Южного Азербайджана стало национально-освободительное движение под руководством шейха Мохаммада Хиябани, направленное против шахского режима. В начале 1920 года Хиябани объявил Южный Азербайджан — Азадистаном (азерб. «Страна Свободы»). Восстание началось в Тебризе, оттуда перекинулось и на другие города. Под контроль повстанцев в течение июня перешли Зенджан, Марага, Ахар, Хой, а позже и Ардебиль. Власть в Зенджане перешла в руки местной Демократической организации под руководством Мохаммада Али Башмагчи. События в Азербайджане вызвали негативную реакцию у властей, вследствие чего, премьер-министр Восуг од-Доуле назвал Южный Азербайджан «чёрной язвой» (кара-яра) на государственном организме Ирана. Он объявил, что в Иране не будет мира, пока не утихнет Азербайджан.
Национальное правительство приступило к проведению реформ и мероприятий в Южном Азербайджане. На продовольственные товары были снижены цены, установились твёрдые цены на рис, сахар, керосин, также началась борьба со спекуляцией. Правительство предприняло меры по упорядочению товарообмена между Тебризом и близлежащими селениями. Хиябани попытался ввести подоходный налог, призванный заменить все прочие, более несправедливые налоги. Появились школы с бесплатным обучением на азербайджанском языке для детей бедняков. Были открыты в Тебриз школы «Мамедийе», «Хикмет», бесплатная женская школа и другие учебные заведения. За период существования Национального правительства были созданы больница «Шир-о-хоршид» на 200 коек, Воспитательный дом для беспризорных детей и дом для инвалидов и одиноких стариков на 80 человек. Правительство Хиябани восстановило Серабскую телеграфную линию и начало проводить новую линию от Тебриза до Шабустари. Движение Хиябани рассматривается, как идею создания независимого, азербайджанского демократического государства.
14 сентября казаки схватили Мохаммада Хиябани в доме Хасана Миянеджи, где тот скрывался от преследователей. Хиябани был убит казацкой пулей в подвальном этаже дома. Во время подавления Тебризского восстания была применена крайняя жестокость. В городе были сожжены сотни домов и арестованы тысячи людей. Многие из них были казнены, либо сосланы. 300 семей восставших было уничтожено, их дома разорены, а имущество разграблено по приказу Мохбера ос-Салтане. Среди убитых не пощадили также малолетних детей. Примерами которых являются, сын Гийами и внук Бадамчи, Таги Таджаддода, Абдолла-заде, Гийами и других руководителей восстания. За подавление восстания в Южном Азербайджане, Ахмед шахом был награждён премьер-министр Мошира од-Доуле орденом «Тадже Каян» I степени.

### Национальное правительство Азербайджана

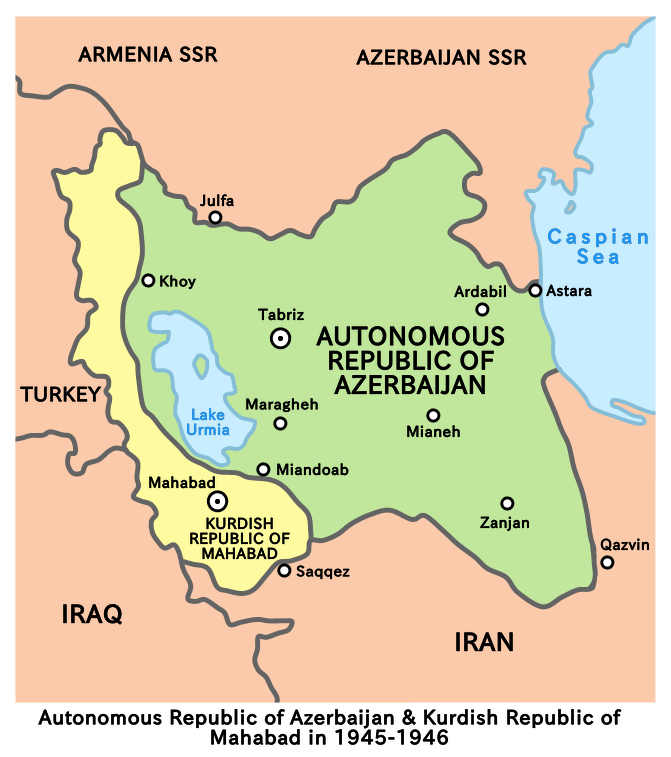
Карта Демократической Республики Азербайджан

Волна национализма возродилась в Южном Азербайджане в 1941 году. Когда Красная Армия вошла в северный Иран, советское военное присутствие дало толчок к росту настроений паназербайджанизма, стремления к объединению двух частей разделённой страны. Контакт между азербайджанцами севера и юга был ограничен до этого периода. Азербайджанский народ получил возможность объединения. Ещё до вторжения в телеграмме Мир Джафара Багирова отправленном Сталину было сказано: «Шахское правительство Ирана, зная тяготение азербайджанского народа к Советскому Азербайджану, с каждым днём усиливает полицейский режим и меры репрессий». Во всех областях юга азербайджанцы жаловались на чинимые иранскими властями беззаконие. В это же время начала выпускаться газета на азербайджанском языке «За Родину». Также основная часть учителей была против существующего порядка в школах, они требовали переход занятий на азербайджанский язык и ликвидацию привилегий для персов. В связи с популяризацией газеты «За Родину» и ростом патриотизма среди азербайджанцев иранское правительство увеличило число жандармов до 3784 человек. Министр внутренних дел Ирана 30 октября также провёл совещание в Тебризе с участием должностных лиц, в ней он напомнил о бдительность по отношению к распространению азербайджанской идеи. В это время также происходит возрождение литературного азербайджанского языка, который в основном был вытеснен персидским, с помощью интеллектуалов, прибывших из Советского Азербайджана. Для привлечения азербайджанского населения также использовали религию и её влияние. Посланцы СССР в Южном Азербайджане ставили себе цели поднятия национального самосознания среди азербайджанцев, показать, что они не одни и их кровные братья живут на той стороне Аракса лучше них. Для этого они хотели использовать газеты, театр, школу, кино, концертные бригады, дома культуры и так далее. В феврале 1942 года газета «Азербайджан» опубликовала основные цели азербайджанцев:
«Наша главная цель защитить демократическое право народа на употребление родного языка. Теперь самое время для правительства признать, что азербайджанцы не являются и никогда не были персоязычным народом. Наш официальный и родной язык — азербайджанский. Мы сделаем всё, что сможем, чтобы ввести наш родной язык в наши школы и правительственные учреждения. Те, кто пытался уничтожить наш язык, должны изменить своё отношение к нему».
Южные азербайджанцы действительно видели перспективу национального объединения при содействии СССР. Вячеслав Молотов подписал 24 июня 1944 года указ об открытии школы на азербайджанском языке в Тебризе. Открытие школы вызвало горячий отклик у население и было подано много заявок. В информации про южных азербайджанцев, которая была направлена из Тебриз отмечалось:
«Многочисленные факты подтверждают, что население Иранского Азербайджана стремится к своей многовековой мечте — освободиться от гнёта персов. Азербайджанцы из Северного Ирана тоскуют по своим кровным братьям. Чувства национального единства выливаются в свободомыслие, стремление получить образование на родном языке, воспитать детей в традициях любви к Родине и народу. Во главе антифашистов Ардебиля стоит молодой патриот, талантливый поэт Балаш Азероглу. Недавно были опубликованы отрывки из его поэмы „Через всю историю“. Передовая часть интеллигенции высказывает свои мысли не на фарси, а на понятном народу азербайджанском языке. Население любит своих братьев, живущих в Советском Азербайджане». 

В связи с популяризацией азербайджанской культуры, известность также приобрели местные азербайджанские поэты. Сталину Багиров с особой гордостью называл имена южноазербайджанских поэтов Мухаммеда Бирии и Балаша Азероглу. Уже в 1945 году в Народный комиссариат иностранных дел СССР, приводились доказательства того, что в Северной и Южной частях Азербайджана живёт единый народ, с единой культурой и историческим наследием, с единой моралью, бытом, самосознанием, фольклором и т. п. Особо отмечалось, что на тот момент созрели условия для освобождения Южного Азербайджана. В это же время принималось решение создать Азербайджанскую Демократическую партию в Южном Азербайджане. Появился новый журнал «Азербайджан» редактором которой стал поэт Расул Рза. Особая ориентация шла на культурную деятельность в лице печатных изданий. В них выпускались статьи об истории и культуре азербайджанского народа. Учёные, писатели и революционеры Южного Азербайджана сыграли большую роль в развитии национального самосознания азербайджанцев, в их борьбе за свободу и независимость. В июле 1945 года ситуация дипломатические отношения в Южном Азербайджане усложнялись. Британские и американские предполагали, что может быть образовано самостоятельное государство или объединены Южный Азербайджан с Северным Азербайджаном. В это время азербайджанский вопрос в Иране стал напряжённым. Усилилось национальное движение азербайджанцев, что привело к созданию Азербайджанской Демократической партии 3 сентября под предводительством Сеид Джафара Пишевари. В этот день население азербайджанских городов и посёлков увидело листовки с обращением наклеенные на стенах, отпечатанным на азербайджанском языке. На них было воззвание Азербайджанской Демократической партии к населению, в котором объявлялось о создании партии, её целях и задачах. Обращение партии, подписанное всеми слоями население за короткое время распространилось в остальных регионах Ирана. В обращении говорилось: 
«Азербайджан, прославившийся в истории как знаменосец свободы, более не может оставаться под пятой реакционного тегеранского правительства. Он должен стать свободным. Обладавший в прошлом блестящей культурой, он не может оставаться безграмотным. У азербайджанского народа есть свой замечательный, благозвучный язык. На нём должны учиться в школах, писать в учреждениях. Богатые недра Азербайджана должны принадлежать ему самому. В Азербайджане следует создать промышленные центры, он должен стать страной культурного земледелия. Рабочий не должен быть безработным, а крестьянин — безземельным. Азербайджан должен быть свободным и процветающим».
Данное обращение вызвало горячий отклик среди азербайджанцев и поднялась волна митингов. В Ардебиле на митинге участвовало большое количество людей из всех слоёв населения. Митинг был открыта членом инициативной группы Молла Халилом Ишраги, который заявил на нём: 
«Я от имени населения Ардебиля приветствую воззвание Демократической партии Азербайджана, присоединяясь к нему от имени народа. Мы требуем для себя самостоятельности, мы хотим и должны стать хозяевами своего дома. К этому призывает нас новая Демократическая партия Азербайджана».
Митинги охватили все города Южного Азербайджана. Сотни телеграмм были переданы руководству партии в поддержку. Газета «Азербайджан» в это время сыграла важную роль в развитии азербайджанского языка, который был в центре борьбы за национальное самосознание. АДП расширила своё влияние на весь Южный Азербайджан и инициировала местный переворот с помощью Красной армии, которая помешала вторжению иранской армии. В первую неделю сентября 1945 года АДП во главе с Сеид Джафаром Пишевари объявила себя во главе Южного Азербайджана, обещав либеральные демократические реформы, и распустила местное отделение НПИ. Первоначально Азербайджанская Демократическая партия требовала национальной автономии в составе Ирана. В это время для развития движения азербайджанцев создаются вооружённые отряды, формально несвязанные с партией. 2 октября открылся учредительный съезд АДП. На съезде широко обсуждались вопросы национальной автономии, свободы языка и земельный вопрос. Выступили представители всех областей, городов и магалов. Г. Джовдет сказал на нём: 
«Пришёл долгожданный день, положивший конец тому, что азербайджанский народ долгое время был лишён политических и экономических прав. Мы давно мечтали вернуть азербайджанскому языку его исконные права, а азербайджанскому народу — самостоятельно управляться со своими собственными делами».
Чтобы ослабить экономическую блокаду со стороны Ирана, СССР решило вести широкую торговлю с Южным Азербайджаном. С 12 ноября в Южном Азербайджане началась волна митингов собраний при поддержке АДП. В это время начали создавать большое число военных отрядов из местных жителей, также для них завезли оружие. На 180 митингов и собраний, несмотря на все угрозы Тегерана, до 19 ноября состоялись выборы в Азербайджанский народный конгресс. Уже 20 ноября конгресс начал свою работу и в нём были представлены почти все слои населения. На первом заседании всенародного собрания Сеид Джафар Пишевари выступил с речью: 
«Мы создадим национальное правительство в Азербайджане, мы добьёмся для народа условий нормальной жизни. Нашу программу мы объявим для всенародного обсуждения, всё что будет одобрено — проведём в жизнь, а что будет отвергнуто, — вычеркнем из нашей программы. Мы добьёмся автономии для Азербайджана и будем стремиться не прибегать при этом к оружию и силе, и когда мы завоюем автономию для Азербайджана, мы приступим к его благоустройству, восстановим разрушенные города и сёла, откроем школы и высшие учебные заведения. Азербайджанское Национальное правительство справедливо разрешит споры между крестьянами и землевладельцами, мы станем примером для всего Ирана».
Целью Пишевари было создание Азербайджанской народно-демократической республики под эгидой СССР и дальнейшее воссоединение с Северным Азербайджаном. Этой же идеи придерживался Мир Джафар Багиров. 23 ноября начался выбор в азербайджанский и 27 ноября завершился . Открытие первого заседания в парламенте планировалось на 5 или 6 декабря. Выборы в парламент закончились 3 декабря и главой был избран Сеид Джафар Пишевари. Вместе с ним также были избраны Бирия, Рафии, Шабустари, Гиями, Азими и другие. В выборах также участвовали женщины, однако только из Тебриза. Это было впервые, когда в избирательные пункты явились женщины. К 11 декабрю вся территория Южного Азербайджана контролировалась Азербайджанской Демократической партией. Были заняты Марага, Сараб, Бостанабад, Меренд и Софиян. Уже были завершены все подготовительные мероприятия к открытию сессии Милли Меджлиса и формированию Национального правительства. Формирование первой сессии Милли Меджлиса намечалось на 12 декабря.
Уже широко развивалась идея независимости Южного Азербайджана. Национальное правительство намеревалось создать независимое государство Азербайджанскую Национально-демократическую Республику. Дальнейшим же этапом национального движения предусматривалось объединение Южного Азербайджана с Северным. Наконец, 12 декабря в 9 часов утра в тебризском кинотеатре «Дидабан» открылась первая сессия азербайджанского Милли Меджлиса, то есть была провозглашения независимость Демократической Республики Азербайджан. Это событие вошло в историю как «Движение 21 Азара» в связи с датой хиджры. На вечернем заседании Милли Меджлиса депутаты дали клятву на Коране, что будут верны Азербайджану. Пишевари и Дарахнаши подписали указ, который обязывал иранскую дивизию в Азербайджане сдать оружие и подчиниться Азербайджанскому Национальному правительству. У иранского правительства не хватило сил ни подавить восстание в Южном Азербайджане, ни вести переговоры с восставшими, ни достигнуть сближения позиций с СССР дипломатическим путём. Казалось уже невозможным восстановление авторитета центрального правительства. В этот момент завершился первый этап национально-освободительного движения в Южном Азербайджане.
Национальное движение в Южном Азербайджане в первую очередь получила поддержку Северного Азербайджана. Вместе с оружием, все города и населённые пункты перешли под власть Азербайджанского Национального правительства. 23 декабря был издан приказ министра образование Мухаммеда Бирии о преподавании азербайджанского языка в школах. В это время Ирана активно выступал против Азербайджанского Национального правительства, в частности ведя пропаганду из Тегерана. С начала 1946 года Национальное правительство делало многое для развития культурного строительства. Среди всего населения распространялась газета «Азербайджан». В это же время появилось очень много журналов и газет на азербайджанском языке. Они освещали тему социально-политическую борьбу народа и его богатый духовный мир. Генеральный прокурор ДРА и публицист Фируддин Ибрагими писал об азербайджанцах отделяя их от персов и отстаивая право на независимость: «Имя нашей Родины — Азербайджан, имя нашего народа — азербайджанцы. Азербайджанский этнос обладал независимым языком и историей». Также рассматривалось изучение культурно-исторических памятников Южного Азербайджана. 6 января Национальное правительство приняло решение об объявлении азербайджанского языка государственным. На своём заседании в этот день было решено следующее:
«1. С этого дня в Азербайджане азербайджанский язык считается официальным государственным языком. Государственные постановления, объявления, а также приказы частям народной армии и проекты законов обязательно должны быть написаны на азербайджанском языке.
2. Все учреждения (государственные, торговые и общественные) должны вести делопроизводство на азербайджанском языке. Документация, оформленная не на этом языке, будет считаться неофициальной.

3. Судопроизводство должно вестись только на азербайджанском языке, для не знающих язык должны назначаться переводчики».
В скором времени Национальное правительство начало борьбу с экономическим кризисом, который нагрянул из-за действий Тегерана. 15 января Милли Меджлис принял решение о подготовке проекта Конституции. 16 января высшие чиновники Демократической Республики Азербайджан подписали документ «Требования азербайджанского народа». Начало документа критиковала иранскую власть за отношение к азербайджанскому национально-освободительному движению. Построение азербайджанского государства согласно документу предписало:
«1. Наша страна должна именоваться Азербайджанской Национально- Демократической Республикой.
2. Эта республика должна быть построена на демократических основах в полном смысле этого слова, а её государственные органы должны быть выбраны на основе прямого, равного и тайного голосования.
3. В целях выработки Основного закона (Конституции) республики в ближайшем будущем должно быть созвано на демократических началах Учредительное собрание, которое определит судьбу страны.
4. Азербайджанская национально-демократическая республика должна обеспечить всем гражданам свободу слова, печати, совести и свободу вероисповедания, зафиксировав таковые в своей Конституции.
5. В целях приближения государственных органов власти к широким народным массам, а также создания подлинно национальной власти, начиная от уездов и округов вплоть до губерний, во всём Азербайджане организовать энджумены, и таким образом работу всех государственных чиновников на местах поставить под строгий контроль народа.
6. Азербайджанская Национально-Демократическая Республика, признавая право на частную собственность во всех сферах жизни страны, должна содействовать всякому проявлению частной инициативы, имеющей целью развитие экономики страны и повышение благосостояния народа.
7. В целях улучшения условий жизни крестьян, а также перестройки земледелия на основе современной техники, все государственные земли (халисе) и земли бежавших из Азербайджана помещиков передать крестьянам.
8. В целях ликвидации всё усиливающейся безработицы и улучшения положения рабочего класса, принять меры к оживлению работы существующих промышленных предприятий и строительству новых фабрик и заводов.
9. Азербайджанская Национально-Демократическая Республика в ближайшем будущем должна принять меры по разработке всех недр страны, кои в результате недееспособности тегеранского правительства до сего времени оставались неиспользованными. Наш народ придаёт большое значение этому вопросу и надеется, что решение этой проблемы значительно облегчит экономическое положение страны.
10. Ввиду того, что страна в результате господства гнусного диктаторского режима на многие столетия отстала от далеко шагнувшей вперёд мировой цивилизации, Азербайджанская Национально- Демократическая Республика считает приоритетным развитие науки, техники и культуры в стране.
11. Мы, руководствуясь историческими, географическими и этнографическими особенностями создаваемой нами Азербайджанской Национально-Демократической Республики, включаем в её состав следующие основные города: Тебриз, Ардебиль, Урмия, Миандоаб, Марага, Салмас, Хой, Маранд, Миане, Энзели, Маку, Ахар, Хосровабад, Зенджан, Казвин и Хамадан. Границы нашей республики мы определяем согласно прилагаемой карте, ибо население указанных на карте городов и сёл в настоящее время более чем на 95 % состоит из азербайджанцев.

12. Прилагаемая карта включает в себя и область Северного Курдистана, границы коего будут определены при разрешении вопроса о государственном строе Северного Курдистана».
Между курдскими и азербайджанскими националистами в данный период продолжали сохраняться острые и до конца не преодолённые противоречия, причём советские власти чаще склонялись на азербайджанскую сторону. Несмотря на это, курдские и азербайджанские националисты старались наладить сотрудничество и соблюдать декорум взаимной лояльности. К несчастью, это сотрудничество оказалось недолговечным. Курды не признавали Иранский Курдистан частью Южного Азербайджана, и в начале 1946 года в Иранском Курдистане была провозглашена Мехабадская Республика.
Сеид Джафар Пишевари также решил создать эмблему Азербайджанского национального государства. Пишевари писал по этому поводу:
«Настало время создать эмблему Азербайджанского национального государства. Мы думаем принять национальную государственную эмблему, изображающую огонь (очаг или факел), открытую книгу и два накрест расположенных меча на голубом фоне».
Азербайджанский вопрос в это время приобрёл особую остроту и он должен был обсуждаться 28 января на заседании Совета Безопасности. Сеид Джафар Пишевари в связи с этим, от имени азербайджанского этноса обратился к Генеральной Ассамблее ООН. В его письме отмечалось:
«Азербайджанский народ — один из древнейших в мире и имеет богатейшую историю. Сквозь века этому народу удалось пронести свой язык, традиции и обычаи. Многие века этот народ вёл борьбу против иноземных захватчиков и на этом пути принёс в жертву тысячи своих сыновей. Иранские захватчики, поработив Азербайджан, нещадно эксплуатировали его национальные богатства, и теперь когда-то цветущие города Азербайджана превратились в руины. Великодержавный шовинизм иранских правителей упорно отрицает наличие азербайджанской нации, азербайджанского языка. Несмотря на это азербайджанский народ ни на день не прекращал свою борьбу за национальную независимость. Победа стран демократии над фашизмом дала новый толчок национально-освободительной борьбе азербайджанского народа. Несмотря на сильнейшее сопротивление тегеранского правительства 21 Азара многовековая борьба азербайджанского народа завершилась победой. В соответствии с Атлантической хартией были сформированы азербайджанский Милли Меджлис и Национальное правительство. На истинно демократической основе было создано национальное государство, о деятельности которого известно всему миру. Пятимиллионный азербайджанский народ по своему национальному языку, национальной истории, по обычаям и традициям считает себя одним из современных народов и убеждён, что никогда в будущем не попадёт под иго тегеранского правительства, не потерпит владычества фарсов над другими народами Ирана. Азербайджанцы, все как один, готовы принести себя в жертву ради национальной независимости. За короткое время существования демократического государства достигнуты первые успехи в общественной, экономической, культурной областях жизни Азербайджана. В результате деятельности нового правительства некогда подневольный народ доказал свою способность создать суверенное государство, способность к самоуправлению. Азербайджанское Национальное правительство, созданное по воле народа и в соответствии с Атлантической хартией великих держав, обещавшей свободу народам, теперь стало неоспоримым фактом. Обращаясь к Генеральной Ассамблее ООН, азербайджанский народ просит признать фактическое существование Национального правительства и дать ему возможность определить свою судьбу без постороннего вмешательства».
В этот период ДРА формирует свою боеспособную армию. Её активно пополняли партизаны из разных городов. Среди них были также офицеры из Северного Азербайджана. Первая успешная операция азербайджанской армии была проведена в Зенджане под руководством Гулама Яхьи. Их число вместо с зенджанскими федаи составляло 600 человек. Позднее их ряды пополнили тебризские федаи состоящие из 200 человек.В марте 1946 года Азербайджанской Национальное правительство начала получать тяжёлую военную технику и постепенно усилятся, что вызвало сильнейшее беспокойство в Тегеране. Об азербайджанском вопросе газета «Известия» писала:
«Особого подъёма демократическое движение достигло в Иранском Азербайджане, население которого в течение длительного периода подвергалось не только политическому, но и национальному угнетению, жестоким репрессиям и гонениям. Поэтому в Азербайджане движение за реформы вылилось в борьбу за национальную автономию в рамках иранского государства и уже привело к осуществлению ряда национально-демократических преобразований в соответствии с коренными интересами местного азербайджанского населения. Совершенно очевидно, что продолжение политики реакционных кругов в Иране может привести лишь к дальнейшему обострению положения в стране».
После настигнувшего кризиса, советские войска уже с 22 апреля начали покидать Южный Азербайджан под нажимом альянса США, Франции и Великобритании. Это продолжалось вплоть до середины мая. Азербайджанские военные, политработники, интеллигенты и прочие направленные Советским Азербайджаном для работы в Южный Азербайджан, с горечью покидали его. Постепенно переходя через населённые пункт они слышали от местных азербайджанцев: «Не уходите, куда вы уходите?», «Почему вы покидаете нас?», «Не забывайте о нас», «До скорой встречи», и это действовало удручающе. На обещание: «Мы будем недалеко, по ту сторону Аракса», в ответ слышали горестное: «Да высохнет Аракс до самого дна».
Уход Советских войск постепенно ослабило Национальное Правительство Азербайджана и иранские войска постепенно начали переходить в наступление. Так правительство ДРА согласилось пойти на переговоры, чтобы предотвратить резню. 13 июня 1946 года было достигнуто соглашение между Центральным правительством в Тегеране и делегатами из Южного Азербайджана во главе с Пишевари. По этому соглашению Пишевари согласился отказаться от своей автономии, отказался от существования министерств и института премьер-министра, и автономия вошла в состав Ирана. Её парламент должен был быть преобразован в провинциальные советы, признанные и предусмотренные в Конституции Ирана. К середине декабря 1946 года иранская армия заняла Тебриз, положив тем самым конец Народному Правительству Азербайджана после года его существования. На следующий день несколько тысяч иранских азербайджанцев были убиты. В последующие годы сепаратистские настроения в Азербайджане внимательно отслеживались, и использование азербайджанского языка ещё больше подавлялось. Сеид Джафар Пишевари и его кабинет эмигрировали в Советский Союз и продолжили там свою деятельность. После свержения Национального правительства дело с ещё продолжалось, в мае 1947 года был создан секретный комитет готовивший воинов для засылки в Южный Азербайджан. Воины были сконцентрированы в двух пунктах — Шеки и Аджикенд. Было решено, что перед отправкой солдатов в Иран с ними встретится Пишевари и даст им последнее наставление. Но Пишевари 3 июля близ города Гянджи попал в аварию на машине и скончался через 14 часов. После подавления национального движения в Южном Азербайджане чувство близости двух сторон Аракса дало жизнь новому литературному течению, получившему известность как «литература тоски». В основном этот дух выражался в литературе и поэзии.

### Движение Шариатмадари

Великий аятолла Мохаммад Казем Шариатмадари

Азербайджанцы были в авангарде широкой антишахской коалиции, вылившейся в Исламскую революцию, которая привела к свержению шахского режима. Призывая к автономии или даже к независимости, азербайджанцы в месте с тем отражали мнения всего Иранского общества, требуя демократии, свободы мнений и освобождения от иностранного влияния, которое было персонифицировано в самом Шахе. В апреле 1979 года в Тебризе возникло общество защиты прав и свобод народов Азербайджана. К числу её требований относились предоставление всех национальных прав азербайджанцам, объединение Западного и Восточного Азербайджана в единую административную единицу, создание автономной власти с правом решать местные финансовые и культурные вопросы.

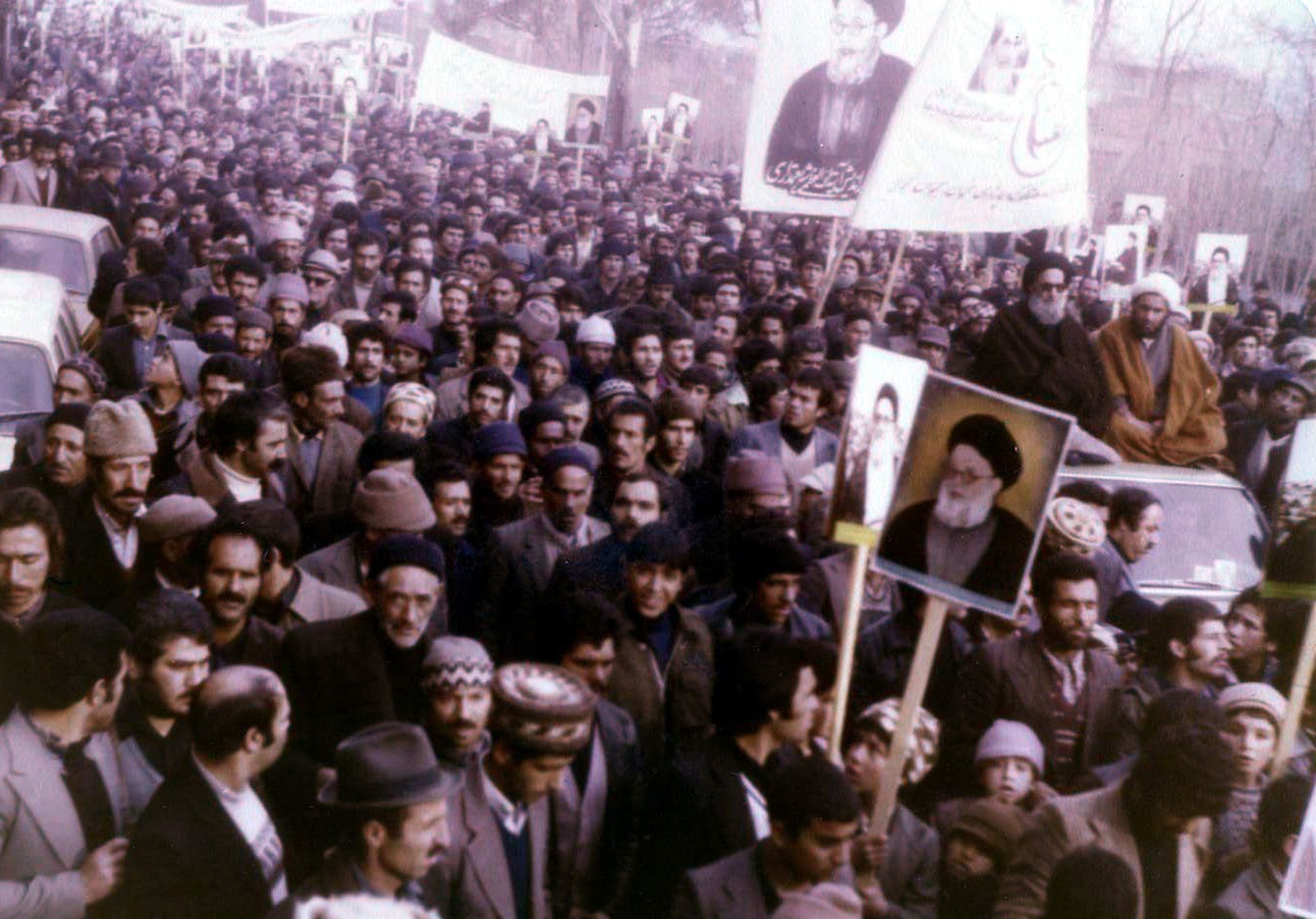
Митинг сторонников аятоллы Шариатмадари, Тебриз, 1979 год

Правящей религиозной элите в Тегеране был противопоставлен свой местный религиозный лидер — великий аятолла Мохаммад Казем Шариатмадари. Шариатмадари был выходцем из азербайджанской среды. Пока лидер исламской революции аятолла Хомейни находился в эмиграции, он считался главным религиозным авторитетом в Иране. Большая часть верующих азербайджанцев относилась к числу его последователей. Используя этнический фактор, он противопоставлял шахский режим, препятствовавший развитию и сохранению азербайджанской культуры в Иране, новому правительству, якобы согласившемуся предоставить автономию этническим меньшинствам страны. К концу 1979 года, однако, стало ясно, что новый режим Хомейни не собирался реализовывать этот план. В Тебризе (населённом преимущественно азербайджанцами) под негласным руководством Шариатмадари был организован мятеж азербайджанских членов МНРП.
Обстановка в некоторых районах Южного Азербайджана оказалась настолько острой, что здесь не были проведены ни референдум, ни выборы в меджлис. Разногласиями между Хомейни и Шариатмадари попытались воспользоваться азербайджанские националисты. Последнего поддерживала группа «Пишгаман» («Разведчики»), образовавшаяся в Тебризском университете. Она состояла из студентов и рабочих, пытавшихся установить в Южном Азербайджана местную автономию. Противоборство между Шариатмадари и Хомейни достигли своего апогея в декабре 1979 года и январе 1980 года, когда в Куме и Тебризе произошли столкновения между последователями обоих аятолл. На массовых демонстрациях, прошедших в декабре 1979 года в Тебризе, было выдвинуто требование предоставление автономии азербайджанцам и другим этническим меньшинствам. Однако в январе 1980 года аятолла приказал мятежникам оставить свои позиции, хотя к тому времени азербайджанцы уже успели захватить местную телестудию, радиостанцию, здания государственных учреждений и взять в плен несколько ключевых лиц. Шариатмадари посчитал, что восстание было обречено на провал и мятежники не сумели бы справиться с многочисленной армией сторонников Хомейни, объявивших «священную войну» региональным движениям и потопивших в крови мятежи курдов и белуджей.

### Современный период
Ещё с победой Исламской революции в 1979 году, Южный Азербайджан повлиял на Северный Азербайджан, где завершился период Брежневского застоя. В Советском Азербайджане всё чаще начали говорить о Едином Азербайджане, как о едином, некогда разделённом Отечестве. Эти утверждения также встречались в средствах массовой информации. Подобная концепция сильно повлияла на развитие азербайджанской идентичности. Это движение в итоге привело к разрушению ирано-советской границы 31 декабря 1989 года. Тадеуш Свентоховский назвал это событие «падением второй Берлинской стены». Азербайджанцы обеих берегов начали переплывать Аракс и делать совместные молитвы.
В 1991 году возникла националистическая «Национально-освободительное движение Южного Азербайджана» (CAMAH). Первым её руководителем стал публицист, поэт и писатель Пируз Диленчи. Позже в 1995 году профессором-азербайджанцем Махмудали Чохраганлы, который выиграл выборы в парламент Ирана, но не был туда допущен, была создана ещё одна организация — «Движение национального пробуждения Южного Азербайджана» (GAMOH).
В это время отношения между двумя Азербайджанами усиливались, что первоначально поддерживало иранское правительство, намереваясь повлиять на Азербайджанскую Республику. Были достигнуты значительные улучшения в коммуникационных и транспортных соединениях между Азербайджанской Республикой и азербайджанскими провинциями Ирана. Появились прямые авиационные и автобусные рейсы. Были установлены связи и подписаны соглашения между администрацией азербайджанских провинций Ирана и правительством Азербайджанской Республики, в области торговли, образования, научных исследований и экономического сотрудничества. Но позже иранское правительство поняло, что влияние идёт в обратном направлении. И к концу 1992 года начали ставить препятствия на пути контактов и с целью их сокращения. Так например, в отличие от своей политики в отношении беженцев из Афганистана и Ирака, Иранские власти отказались принять азербайджанских беженцев спасающихся из районов боевых действий с Арменией, опасаясь интенсивного общения между беженцами и «своими» азербайджанцами. Также правительство Ирана изменило свою позицию в Карабахском конфликте в пользу поддержки Армении, так как считало, что победа Азербайджана вдохновит иранских азербайджанцев.
Многие азербайджанцы в Иране оказывали давление на Тегеран для смены его отношения к Карабахскому конфликту и принятия более проазербайджанского подхода, и эта внутренняя активность, должно быть, повлияла на смену в иранской риторике и модификацию подхода Тегерана весной 1993 года. Депутаты иранского Меджлиса парламента из азербайджанских провинций проводили кампании, побуждающие Тегеран минимизировать свои отношения с Арменией и они проводили акции протеста против Еревана. В Меджлисе азербайджанские представители открыто призывали к помощи Тегерана Северному Азербайджану, азербайджанские представители участвовали в демонстрациях против Армении.
Представители преуспели в сборе большинства подписей членов Меджлиса под петицией, призывающей к смене подхода Тегерана в конфликте. 13 апреля 1993 года Камал Абдинзаде, депутат из Хоя, даже выступал в Меджлисе на азербайджанском, где он проклинал действия Армении против Азербайджана. Вдобавок, он издавал пресс-релизы для публикации в «Хамшахри» и других газетах по этому поводу. 6 апреля 1993 года Мухаммед Али Ниджат Сархани, депутат от Тебриза, зачитал резолюцию от имени Ассамблеи азербайджанских депутатов Меджлиса, проклинавшую атаки Армении против Азербайджана и призывавшей Иран поддержать Азербайджанскую Республику.
Вдобавок, на низовом уровне многие азербайджанцы в Иране выражали солидарность с Азербайджанской Республикой в борьбе с Арменией за контроль над Карабахом. 25 мая 1992 года 200 студентов, проводивших демонстрацию в Университете Тебриза, скандировали «Смерть Армении!» и, намекая на Тегеран, описывали «молчание мусульман» перед лицом армянских «преступных действий» как «предательство Корана». Согласно иранской газете «Салам», азербайджанские демонстранты в Тебризе призывали Тегеран оказать поддержку Азербайджанской Республике в этой борьбе во время шествия, который был охарактеризован «националистичной горячностью и лозунгами».
Азербайджаноязычные издания в Иране демонстрировали особый интерес к Карабахскому конфликту и высказывали солидарность с положением азербайджанцев там. Аятолла Мусави Ардебили часто упоминал Карабах в пятничных службах и был более напористым, чем другие неазербайджанские священнослужители, в поддержке Азербайджанской Республики. Кроме того, азербайджанцы в Иране были вовлечены в предоставление помощи своим соотечественникам в Азербайджанской Республике. В 1992—1993 гг. большинство гуманитарной помощи и помощи беженцам от Ирана Азербайджанской Республике было организовано напрямую из азербайджанских провинций.

Флаг организации «Движение национального пробуждения Южного Азербайджана»

В 2003 году по северо-западу Ирана прокатилась волна массовых демонстраций азербайджанцев. С тех пор позиция иранских властей в отношении националистических организаций стала заметно жёстче. В июле того же года была показательно казнена 19-летняя студентка-азербайджанка, принимавшая участие в протестах. В 2006 году разгорелся новый скандал вокруг высмеивающей азербайджанский язык карикатуры, напечатанной в государственной газете, вылившийся в тысячные акции протеста в азербайджанонаселённых городах Ирана. Иранские службы безопасности жёстко подавили демонстрации, убив, как минимум четырёх человек, ранив сорок три человека и арестовав сотни азербайджанцев. В 2015 году ряд крупных городов Ирана вновь охватили протесты азербайджанцев.

## Комментарии
1. ↑  The evolution of Azerbaijani nationalism: Enlightenment, ADR, and Azerbaijanism - Biweekly (англ.). biweekly.ada.edu.az. Дата обращения: 9 ноября 2018. Архивировано 4 февраля 2020 года.